# Damanhur al-Shahid
Damanhur al-Shahid (Damanhur del Màrtir) o Damanhur Shubra (o Shubra Damanhur, o Shubra al-Shahid, Les Tendes de Damanhur, o Les Tendes del Màrtir) és una ciutat d'Egipte avui part del Caire, on forma un barri de la part nord.
Antigament els cristians de la ciutat tenien un reliquiari amb els ossos d'un màrtir, al que fa referència el nom; el 3 de maig de cada any es feia una processó al Nil per demanar la seva crescuda, amb els ossos del màrtir, i es bevia i es feia festa; aquesta celebració va existir fins a 1302 quan fou suprimida, i encara que fou restaurada del 1338 al 1354, va quedar abolida definitivament en aquesta darrera data.